# DS 4S
DS 4S — версия DS 5LS с кузовом хетчбэк, производившаяся с 2015 по 2019 год французской компанией DS Automobiles, входящей в концерн PSA Peugeot Citroën.

## Описание
Впервые DS 4S был представлен в 2015 году в Гуанчжоу, а его продажи начались в апреле 2016 года на китайском рынке. Автомобиль также оснащён технологией DS CONNECT, которая включает функции навигации, безопасности и связи.

## Технические характеристики
DS 4S оснащён шестиступенчатой автоматической трансмиссией EAT6. В движение автомобиль приводился 1,2-литровым (1199 см3) двигателем EB2DTS мощностью 136 л. с., 1,6-литровым двигателем EP6FDT мощностью 165 л. с. и 1,8-литровым двигателем EP8FDT мощностью 204 л. с.

## Галерея

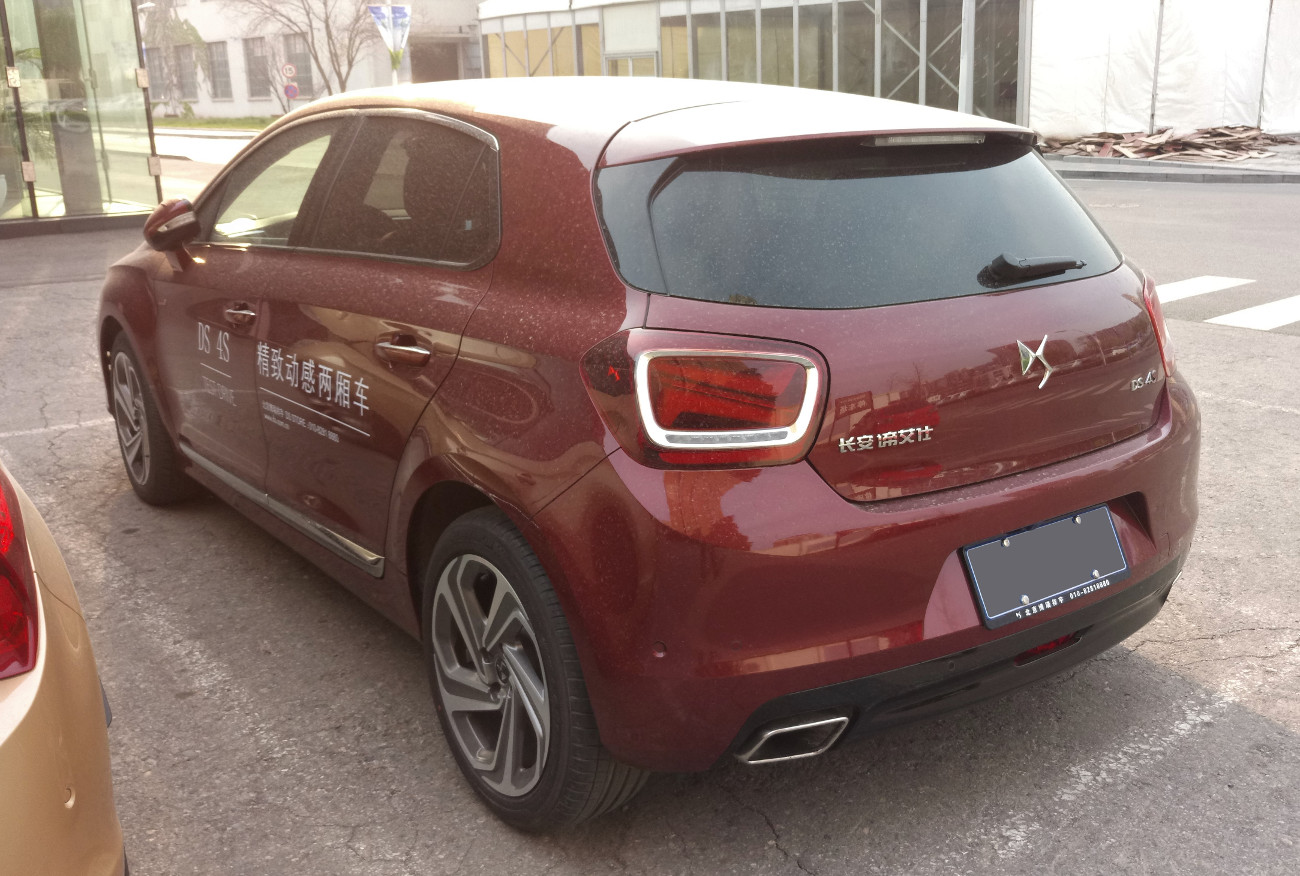
Вид сзади
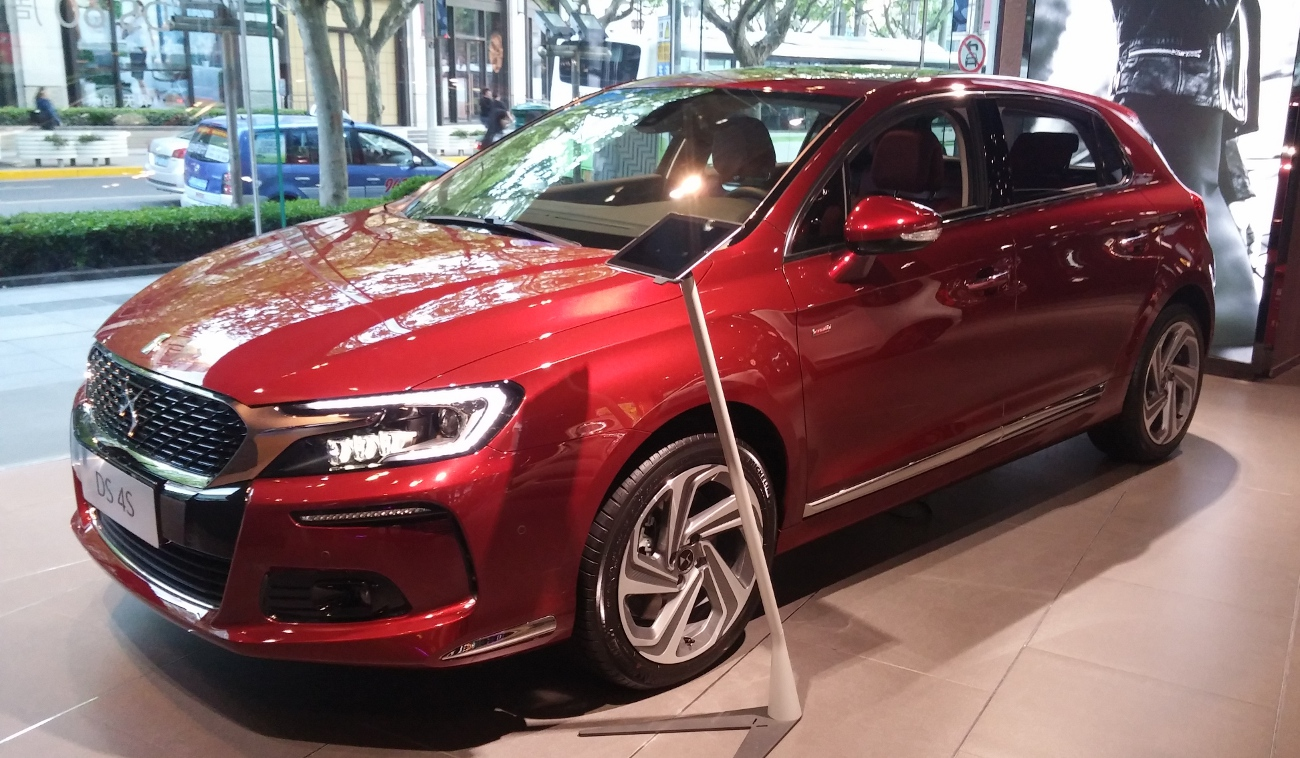
DS 4S на презентации в Гуанчжоу
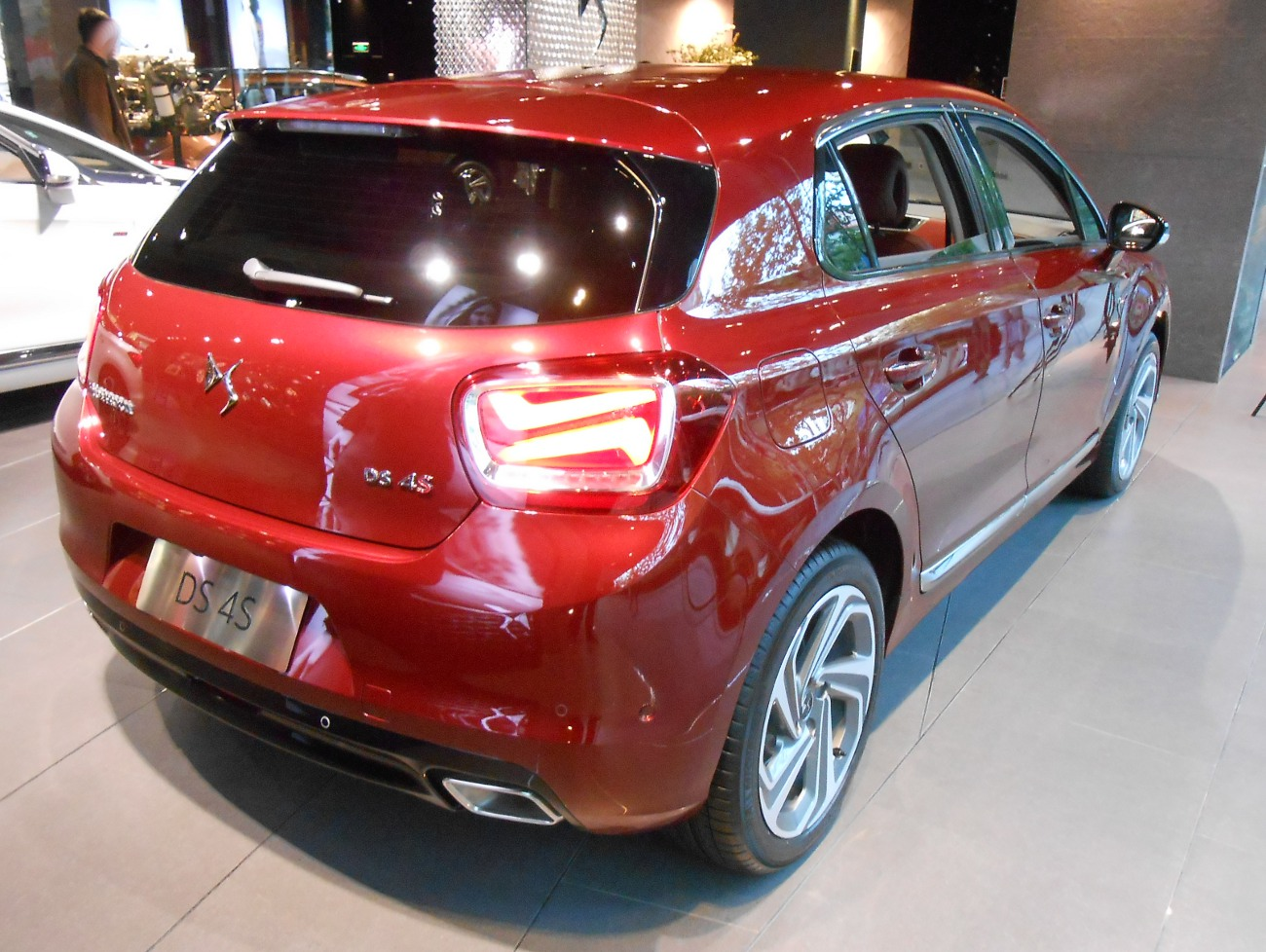
DS 4S на презентации в Гуанчжоу